# Pedanios Dioskurydes

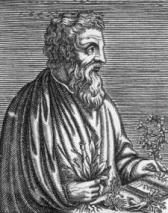
Pedanius Dioskurydes

Pedanius Dioskurydes (ok. 40 w Anazarbus, Cylicja – ok. 90) – grecki lekarz, farmakolog i botanik, który żył i pracował w Rzymie w czasach cesarza Nerona. Podróżował i poszukiwał leków w całym Basenie Morza Śródziemnego. 
Dioskurydes zasłynął jako autor 5-tomowego dzieła pt. De Materia Medica, które było najważniejszą księgą o ziołach w czasach starożytnych i prekursorem późniejszych farmakopei. Dzieło to pozostawało w użyciu aż do XVII wieku. Jest ono niezwykle ważnym źródłem wiedzy o historii zielarstwa i ziołolecznictwa, informuje o znaczeniu i stosowaniu roślin leczniczych w świecie starożytnym (nie tylko zresztą w kulturze greckiej i rzymskiej), zawiera nazwy roślin w językach wymarłych – dackim i trackim. W księdze znajdują się informacje o 500 różnych gatunkach i rodzajach roślin. 

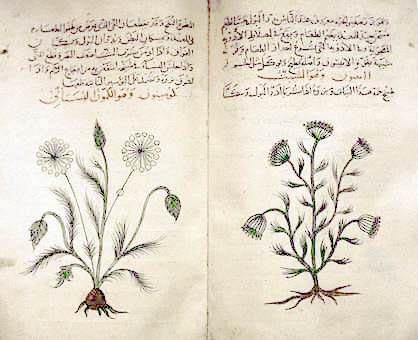
Arabska kopia Materia Medica. Cumin & dill. c. 1334. Kathleen Cohen, Muzeum Brytyjskie.

Wiele przepisywanych i ilustrowanych manuskryptów Materia Medica przetrwało do naszych czasów. Najbardziej znana jest kopia pochodząca z lat 512–513 znana pod nazwą Dioskuryd wiedeński i uwzględniona w projekcie Pamięć Świata.